# NGC 526A
NGC 526A ist eine linsenförmige Galaxie im Sternbild Bildhauer, welche etwa 254 Millionen Lichtjahre von der Milchstraße entfernt ist. In der Nähe befindet sich eine weitere Galaxie, für welche die Nummer NGC 526B vergeben wurde.
Das Objekt wurde am 1. September 1834 von dem britischen Astronomen John Frederick William Herschel entdeckt.